# 6080 Lugmair
6080 Lugmair este un asteroid din centura principală de asteroizi.

## Descriere
6080 Lugmair este un asteroid din centura principală de asteroizi. A fost descoperit pe 2 martie 1981 la Siding Spring de Schelte J. Bus. Asteroidul prezintă o orbită caracterizată de o semiaxă mare de 3,19 ua, o excentricitate de 0,08 și o înclinație de 5,2° în raport cu ecliptica.